# アニマギア
アニマギアはバンダイキャンディ事業部から2019年から2022年にかけて発売されていた食玩プラキットシリーズ、およびそれを原作とする漫画。

## 概要
名前の通り、動物をモチーフとしたロボットであり、2019年8月26日から2021年3月29日まではアニマギア、2021年8月23日から2022年12月12日まではアニマギアDE（ダブルエッジ）で展開している。
アニマギアは素体であるフレームパーツ、ボーンフレームと装甲のニックカウル、ニックカウルに貼るブラッドステッカーで構成され、それぞれカスタムすることにより、オリジナルのアニマギアを作り出すことが可能である。アニマギアDEからはニックカウルにジョイントの追加やベースヘッドパーツの付属、組み立てる際のニッパーなどの工具不要といった簡素化を進めた。

### アニマギア
第1弾。2019年8月26日発売。
- ガレオストライカー
- デュアライズカブト
- アームズギロテッカー
- ソニックイーグリット
- デュアライズカブトアーミータイプ

### アニマギアバーサークソウル
第2弾。2019年12月2日発売。
- ガレオストライカーオニキス
- デュアライズカブトムラマサ
- ソニックイーグリットファントム
- アームズギロテッカーアビス

### アニマギア2
第3弾。20201年1月27日発売。
- バスターギガラプト
- ブライドヴォルガ
- ディビジョンニードル
- ヴァリアブルシャークハンター
- ヴァリアブルシャークレスキュー

### アニマギア3
第4弾。2020年4月13日発売。
- ブレイズドラギアス
- ヴラドリリアーク
- アーモリートータス
- コングバルクラッシャー
- ブレイズドラギアスヘル

### アニマギア4
第5弾。2020年8月24日発売。
- ガレオストライカーZ（ツヴァイ）
- デミナーガス
- バースゲーター
- シュバルツフォース
- バイスフォース

### アニマギア5
第6弾。2020年10月19日発売。
- デュアライズカブト真
- デュアライズスタッガー
- フェニックスネオギガス
- タイガオンスロート
- バイフーゴウギアス

### アニマギア6
第7弾。2020年12月14日発売。
- オニキスリベンジ
- ユナイトペンギオス
- タンカーギガトプス
- サクラギア
- サクラギア（絶）

### アニマギア7
第7弾。2021年3月29日発売。
- オメガレオギアス
- オメガレオギアスギアブラスト
- フォールンジオギアス
- リヴァイアカイギアス
- ギガンティックジラファイア

### アニマギアDE01
第8弾。2021年8月23日発売。
- ガオーダッシュ
- ムサシダッシュ
- ギロエグゾ
- イーグエグゾ
- アーミーダッシュ

### アニマギアDE02
第9弾。2021年11月15日発売。
- ドラギアスゼノ
- レイドランス
- ガルギアス
- フラッペ
- コラーテ

### アニマギアDE03
第10弾。2022年3月28日発売。
- コジロウ烈
- クレイオード
- クレイオードエンフォーサー
- ゴクウラド
- キャンサイファー

### アニマギアDE04
第11弾。2022年7月11日発売。
- ラグナギアス
- ビィギアス
- ギガギアス
- アルギアス
- エルギアス

### アニマギアDE05
第12弾。2022年12月12日発売。
- ヴィクトリーイェーガー（ガオーヴィクトリー）
- サウザンドグラディエーター（剣聖ムサシ）
- リンカーサクラギア（サクラギア絆）
- リンカーサクラギアA（アロウザル）（サクラギア結）
- アニマギアス

## 登場人物
天草キョウ
晄マコト
紅葉モミジ
三梨コノエ
飛騨ソウヤ
紅葉ヤマト
アズナ＝オーガスト＝キリエ
フォックスロアー＝ナンバーライト
晄タスク
黒田ショウマ

## 漫画
シナリオ：一清よしひろ、漫画：足立たかふみによるコミカライズが『コロコロイチバン!』にて、2020年6月号から2021年9月号にかけて連載された。その続編である『アニマギアDE』も同誌2021年10月号から2023年2月号にかけて連載された。
- 一清よしひろ（シナリオ）・足立たかふみ（漫画）『アニマギア』小学館〈てんとう虫コミックス〉、全2巻
  1. 2021年2月26日発売[4][5]、ISBN 978-4-09-143279-7
  2. 2021年10月28日発売[5]、ISBN 978-4-09-143363-3
- 一清よしひろ（シナリオ）・足立たかふみ（漫画）『アニマギアDE』小学館〈てんとう虫コミックス〉、全2巻
  1. 2022年4月27日発売[3][6]、ISBN 978-4-09-143393-0
  2. 2023年1月27日発売[7]、ISBN 978-4-09-143577-4